# Grubbens

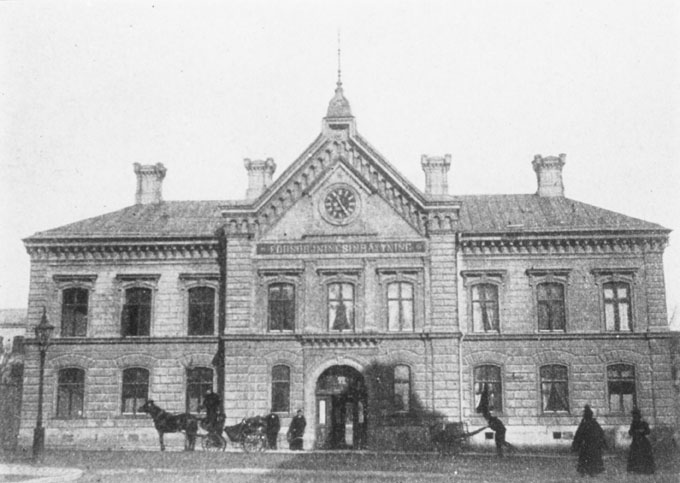
Porthuset till Allmänna försörjningsinrättningen, ritat av arkitekt Per Emanuel Werming

Grubbens var Stockholms stads norra frivilliga arbets- och försörjningsinrättning under 1800-talet. Den öppnades 1860 på Fleminggatan 24 på Kungsholmen. Huvudbyggnaden uppfördes 1855 efter Fredrik Wilhelm Scholanders ritningar,  med två fristående flyglar i norra delen av tomten. Den kom i folkmun att kallas Grubbens, efter de tidigare ägarna till marken, Hans Vilhelm Grubb och senare kommerserådet Michael Grubb.

## Historik
Från och med 1864 var Grubbens enbart försörjningsinrättning som erbjöd kost, logi och arbete för allehanda fattiga, arbetslösa, handikappade, sjuka. Den bytte då namn till Stockholms stads allmänna försörjningsinrättning. Den södra inrättningen, Dihlströms, blev enbart en arbetsinrättning och bytte samtidigt namn till Stockholms stads arbetsinrättning. 
År 1922 fick inrättningen namnet Sankt Eriks sjuk- och vårdhem, numera S:t Eriks ögonsjukhus. Sedan 1990-talet är området till stor del bebyggt med bostäder och kallas S:t Eriksområdet, med den centrala gatan Grubbensringen.